# Illes del Vent
|  | Aquest article tracta sobre l'arxipèlag dins les illes de la Societat. Vegeu-ne altres significats a «Illes de Sobrevent (desambiguació)». |

Les illes del Vent (en francès Îles-du-Vent; en tahitià te fenua Ni’a Mata’i mā) són el grup oriental de les illes de la Societat, a la Polinèsia Francesa. Comprèn les illes de Tahití, Moorea, Maiao, Mehetia i Tetiaroa. Són illes altes d'origen volcànic, excepte Tetiaroa que és un atol.
Administrativament, el grup forma una subdivisió administrativa de la Polinèsia 
Francesa. Amb una població de 209.980 habitants (cens del 2022), concentra el 75% del total del país, la majoria a Tahití. L'aeroport internacional de Tahití-Faa'a i el port de Papeete són els principals nusos de comunicacions.
L'expressió "del vent", o "de sobrevent", és una expressió marinera que indica el costat d'on ve el vent, especialment respecte a una embarcació. Geogràficament, s'ha utilitzat per indicar les costes o les illes orientals situades a sobrevent dels vents alisis. Tradicionalment, es coneix com a illes de Sobrevent a les illes orientals de les Antilles, i com a illes del Vent a les illes orientals de l'arxipèlag de la Societat, encara que també es pot aplicar a altres arxipèlags.
Inicialment, el nom d'illes de la Societat el va emprar James Cook pel grup d'illes de Sotavent. Els missioners britànics a Tahití anomenaven a les illes del Vent com illes Georgianes, a partir del nom que va donar Samuel Wallis a Tahití: King George III. A principi del segle xix es va estendre el nom de Societat per a tot l'arxipèlag, diferenciant els dos grups com Windward (del Vent) i Leeward (Sotavent).